# 쿠르드 요리

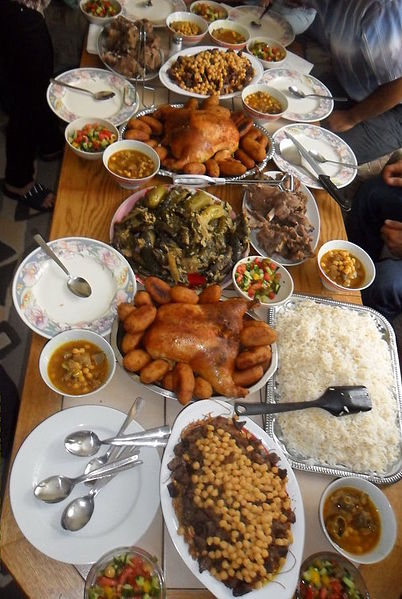
쿠르드족의 전통 음식

쿠르드 요리(쿠르드어: خواردنی کوردی)는 쿠르드족이 준비한 다양한 음식으로 구성되어 있다. 쿠르드족과 이란, 이라크, 튀르키예, 시리아, 아르메니아의 이웃 국가들의 문화적 유사성이 있다. 쿠르드 음식은 전형적인 서양 요리이다.

## 요리 관습
쿠르드족의 식단은 다양한 과일과 채소를 포함한다. 양고기와 닭고기가 주요 육류이다. 아침식사는 일반적으로 납작한 빵, 치즈, 꿀, 양 또는 소 요구르트, 그리고 홍차 한 잔이다. 점심은 토마토 소스에 양고기와 채소를 넣고 끓여 밥과 함께 나오는 스튜를 만들고 고소한 요리는 밥이나 납작빵(난)과 함께 내는 것이 일반적이다. 쿠르디스탄은 포도, 석류, 무화과, 호두에 적합한 기후와 토양을 가지고 있다. 쿠르드 꿀은 맛이 담백하고 벌집과 함께 판매되는 경우가 많다. 쿠르디스탄은 또한 양젖과 소젖으로 유제품을 생산한다. 쿠르드족은 고기로 가득 찬 만두인 코프타와 쿱바를 많이 만든다.
쿠르드 요리는 신선한 허브와 향신료를 풍부하게 사용한다.
단맛이 강한 홍차는 쓴맛이 강한 커피와 함께 매우 일반적인 음료이다. 또다른 쿠르드족이 좋아하는 음료는 요구르트와 소금을 물에 섞은 마스토(소라니어)나 아바 마스트이다. 이것의 발효된 버전은 도(아이란)라고 불린다. 두 음료 모두 딜, 민트, 페니 로얄 또는 피스타시아 쿠르디카 나무의 씨앗을 첨가하여 제공된다.

## 요리 및 음식

### 유제품
쿠르디스탄에서 요구르트는 마스트라고 불리며 가장 인기 있는 발효 유제품으로 여겨진다. 그것은 전통적인 방법을 사용하여 젖소 우유 또는 양과 염소 우유의 혼합물로부터 생산된다. 유제품은 전통적인 쿠르드 음식의 많은 부분을 차지한다.
케슈크는 발효되고 변형된 사워 요구르트로, 치즈 또는 수프의 재료로 사용될 수 있다.

#### 치즈
쿠르드족은 많은 종류의 치즈를 생산하는데, 대부분 양젖으로 만든다. 쿠르드 치즈는 전통적으로 생우유로 만들어졌으며 염소 가죽 주머니에서 숙성된다.

### 빵
쿠르디스탄에서는 다양한 형태의 빵을 찾을 수 있다. 그것들의 재료는 모양, 밀도, 질감뿐만 아니라 다르다.

### 고기 요리
유목민과 목축민으로서 양고기와 닭고기는 수 세기 동안 쿠르드 요리의 주요 요리였다.

## 관련 요리
- 아랍 요리
- 아르메니아 요리
- 아제르바이잔 요리
- 중앙아시아 요리
- 키프로스 요리
- 그리스 요리
- 이란 요리
- 지중해 요리
- 이라크 요리
- 오스만 요리
- 튀르키예 요리
- 투르크메니스탄 요리

## 같이 보기
- 쿠르드 커피